# La Gent del Llamp
La Gent del Llamp: periòdic setmanal, literari, artístic, científic i musical va ser una publicació periòdica que va sortir a Reus l'any 1893.

## Història
Estava dirigida per Josep Aladern que la va publicar quan va instal·lar-se a Reus per muntar un negoci que no li va sortir bé. Aladern va connectar amb sectors inquiets de la joventut reusenca i va treure els dos números d'aquesta revista abans de tornar a Barcelona i a Sitges. La Gent del Llamp va ser la primera manifestació modernista a la ciutat, i va ser el precedent de les revistes que després publicaria el mateix Aladern a Reus a l'entorn del Grup modernista. Era una revista que començava a proposar criteris modernistes en la línia més radical, que s'emparentava amb l'anarquisme. Hi col·laboraven amics de Josep Aladern, com ara Apel·les Mestres, Francesc Matheu o Narcís Oller i novells escriptors locals com Ricard Català, Joan Arbós o Jacint Vergés. Segons l'historiador i periodista reusenc Francesc Gras i Elies, va ser una publicació de molt curta existència tot i el seu interès.
Va publicar només dos números, el 16 i el 23 de desembre de 1893. Tots els articles eren en català. Tenia la capçalera il·lustrada, i mesurava 27 cm. La redacció era a la Impremta d'Eduard Navàs, al raval de Jesús. Va sortir setmanalment. Es conserven els dos exemplars sortits, el número 1 a la Biblioteca Central Xavier Amorós de Reus i el 2 a la Biblioteca del Centre de Lectura i a la Biblioteca de Catalunya.
La Gent del Llamp és també el títol d'un recull de contes de Josep Aladern publicat el 1903 i amb una edició ampliada el 1937, i també el nom d'un col·lectiu literari en actiu des de 1982.